# Менакер, Исаак Михайлович
Исаа́к Миха́йлович Мена́кер (17 января 1905, Санкт-Петербург, Российская империя — 12 апреля 1978, Ленинград, СССР) — советский кинорежиссёр.

## Биография
Родился в семье портного Моисея-Мордхи Ицковича (впоследствии Михаила Исааковича) Менакера (1876—1948) и Сарры Абрамовны Семп (1877—1965), уроженцев Вильны. Семья жила на Большой Болотной улице, 3. Дед по отцу, виленский мещанин Ицик Шимелевич Менакер (1838 — после 1902), был столяром, владел мебельно-столярной мастерской, жил на Фонтанке, 83. К 1914 году семья поселилась на Фонтанке, 32, где жила и в 1920-е годы.
С 1922 по 1924 год учился в ЛГУ на факультете общественных наук, а затем — в мастерских ФЭКС. В 1924—1941 годах и с 1956 года работал на Ленфильме, сначала помощником режиссёра, затем режиссёром. В 1950-х годах — на студии научно-популярных фильмов в Ленинграде.
В 1934 году играл роль в фильме В. А. Брауна «Королевские матросы» (Ленсоюзфильм). В 1962 году по его сценарию поставлен фильм-балет «Чолпон — утренняя звезда».

### Семья
- Жена — Анна Ефимовна Менакер (урождённая Гринберг).
  - сын — режиссёр Леонид Менакер.
    - внуки — Михаил Менакер, Алексей Чернов.
- Двоюродный брат — эстрадный артист Александр Семёнович Менакер, отец актёра Андрея Миронова и балетмейстера Кирилла Ласкари.
- Племянники — режиссёр А. А. Белинский и детский писатель Георгий Юрмин.

## Фильмография
- 1929 — Пижон (помощник режиссёра)
- 1935 — Сокровище погибшего корабля[10]
- 1938 — Год девятнадцатый (ассистент режиссёра)
- 1939 — Великий гражданин (2 серия, 2-й режиссёр)
- 1940 — Осень (к/м)
- 1941 — Киноконцерт 1941 года[11]
- 1944 — Морской батальон (2-й режиссёр)
- 1944 — Небо Москвы (2-й режиссёр)
- 1956 — Девочка и крокодил
- 1960 --- Осторожно, бабушка!
- 1965 — Третья молодость (фр. La Nuit des adieux)[12]